# Scapania uliginosa
Scapania uliginosa (deutsch Nierenlappiges Spatenmoos oder Ufer-Spatenlebermoos) ist eine Lebermoos-Art aus der Familie Scapaniaceae.

## Merkmale
Scapania uliginosa bildet schmutzig-grüne bis dunkel rotbraune, schwammige, hochwüchsige und oft ausgedehnte Rasen. Die Pflanzen sind bis 15 Zentimeter lang und 2 bis 4 Millimeter breit. Die Blätter sind entfernt stehend, die Blattlappen ungleich groß und ganzrandig. Der Oberlappen ist nierenförmig, stark konvex gewölbt, gewöhnlich über das Stämmchen übergreifend und an diesem herablaufend. Der sehr kurze Blattkiel ist stark gebogen. Der Blattunterlappen ist etwa dreimal so groß wie der Oberlappen, breit eiförmig bis halbkreisförmig und auch am Stämmchen herablaufend. Die Blattzellen der Blattmitte sind 25 bis 30 Mikrometer groß. Die Zelloberfläche (Kutikula) ist meist glatt, pro Zelle sind drei bis vier Ölkörper vorhanden.
Die Geschlechterverteilung ist diözisch. Die Perianthmündung ist ganzrandig oder weist zerstreut einzellige Zähnchen auf. Sporophyten sind selten. Brutkörper sind einzellig, ellipsoidisch und werden – ebenfalls nur selten – an den Spitzen der Blattlappen gebildet.

## Standorte
Die Art wächst an nassen, kalkfreien, lichtreichen, oft sonnigen Stellen in Quellfluren und Quellmooren, in sauren Flachmooren oder an Ufern von Gewässern. Die Wuchsorte liegen oft im flacheren Gelände mit schwacher Wasserbewegung und geringer Austrocknungstendenz.

## Verbreitung
Das Verbreitungsgebiet sind die west- und zentraleuropäischen Gebirge, Nordeuropa (bis nördliches Skandinavien), das westliche Russland, das westliche Nordamerika und Grönland.
In den Gebirgen Mitteleuropas gibt es nur vereinzelte Vorkommen, so in den Vogesen, im Schwarzwald, im Bayerischen Wald, im Erzgebirge und Riesengebirge. In Österreich beschränken sich die Vorkommen auf die Zentralalpen: im Westen ist die Art verbreitet und wird nach Osten zu immer seltener. Der Lebensraum ist die subalpine und alpine Höhenstufe, von zirka 1400 bis 2600 Meter Höhe.